# Листоед окаймлённый
Листоед окаймлённый (лат. Chrysolina limbata) — вид жуков подсемейства хризомелин (Chrysomelinae) из семейства листоедов (Chrysomelidae). Номинативный подвид распространён в Европе, на Кавказе, в Сибири; C. l. discipennis — в юго-восточной Европе, Казахстане, Южной Сибири, Якутии, Монголии; C. l. findeli — в Альпах; C. l. luigionii — в Италии. Длина тела имаго 6—10 мм. Имаго чёрные с синим или бронзовым отливом, с красной или рыжей каймой; основание усиков рыжие. Надкрыльях густо усеяны мелкими точками, а в продольных рядах более крупными. Кормовыми растениями являются представители семейств подорожниковых (подорожник) и астровых (полынь), а также розовых и яснотковых.